# Barcelona, noche de verano
Barcelona, noche de verano (título original en catalán Barcelona, nit d'estiu) es una película de comedia romántica española dirigida por Dani de la Orden estrenada en 2013. Se trata de una película donde se narran 6 historias de amor que sucedieron la noche del 18 de agosto de 2013, justo la noche que el cometa Rose cruzó la ciudad de Barcelona. El guion de la película está inspirado en la canción Jo mai mai de Joan Dausà.

## Sinopsis
Seis historias de amor entrecruzadas que suceden durante la noche del 18 de agosto de 2013 cuando el cometa Rose cruzó el cielo de la ciudad de Barcelona ofreciendo un espectáculo único que no volverá a repetirse de aquí hasta diversos siglos. Por un lado, Joan ha organizado una cena en su casa con la excusa de ver el cometa y ha invitado a sus amigos, entre ellos Judit, de quien siempre ha estado enamorado. Por otro lado, Guillem se ha enamorado por primera vez de Sara, que está convencida de que esta noche será el fin del mundo. En otro lado de la ciudad, Roser está saliendo con Ricard desde hace un año, pero hoy se encontrará con un ex, Albert. Paralelamente, Laura y Carles están a punto de enterarse de que serán padres. Mientras tanto, Oriol y Adrián pondrán a prueba su amistad después de conocer a la chica de sus sueños, Catherine. Finalmente, Marc y Jordi, dos compañeros de equipo de fútbol, tendrán que replantearse su relación secreta.

## Reparto
| Intérprete         | Personaje    |
| ------------------ | ------------ |
| Francesc Colomer   | Guillem      |
| Jan Cornet         | Héctor       |
| Joan Dausà         | Joan         |
| Laura de la Isla   | Anna         |
| Miki Esparbé       | Carles       |
| Sara Espígul       | Judit        |
| Luis Fernández     | Marc         |
| Marc Garcia Coté   | Albert       |
| Marta Soler        | Clara        |
| Mar del Hoyo       | Roser        |
| Àlex Monner        | Jordi        |
| Jordi Pérez        | Josep        |
| Octavi Pujades     | Entrenador   |
| Miriam Planas      | Sara         |
| Mingo Ràfols       | Artur        |
| Alba Ribas         | Katherine    |
| Santi Ricart       | Toni         |
| Teresa Riott       | Germana Sara |
| Pau Roca           | Albert       |
| Bárbara Santa-Cruz | Laura        |
| Bernat Saumell     | Oriol        |
| Elena Tarrats      | Anna         |
| Cristian Valencia  | Adrián       |
| Claudia Vega       | Mireia       |
| Peter Vives        | Ricard       |
| Laura Yuste        | Berta        |
| Eva María Milara   |              |

## Banda sonora
La música original de la película está compuesta por el músico catalán Joan Dausà. Todas las canciones, a excepción de Jo mai mai, son nuevas y originales para la película. Juntó a Dausà, participan también Axel Pi (batería de Sidonie), Martí Maymó (bajo de Manel) y Clara Molins (vocalista) Esta banda sonora le valió a Dausà el premio Gaudí de la Academia del Cine Catalán a mejor música original en 2014.